# Hendījān (kommunhuvudort i Iran)
Hendījān (persiska: هندیجان) är en kommunhuvudort i Iran.   Den ligger i provinsen Khuzestan, i den centrala delen av landet, 600 km söder om huvudstaden Teheran. Hendījān ligger 9 meter över havet och antalet invånare är 25 100.
Terrängen runt Hendījān är mycket platt. Runt Hendījān är det ganska tätbefolkat, med 62 invånare per kvadratkilometer. Hendījān är det största samhället i trakten. Trakten runt Hendījān är ofruktbar med lite eller ingen växtlighet.